# 안카라노
안카라노(이탈리아어: Ancarano)는 이탈리아 아브루초주 테라모도에 위치한 코무네다.